# Stenalcidia pampinaria
Stenalcidia pampinaria là một loài bướm đêm trong họ Geometridae.